# Ath Zikki
Ath Zikki, Aït Ziki ou Beni Zikki (orthographié aussi At Ziki en kabyle), est une commune algérienne de la wilaya de Tizi Ouzou, dans la région de Kabylie. La ville a vécu une histoire assez riche en événements et en personnages. C'est une région réputée farouche à toute incursion étrangère et avec l'indépendance du pays, en 1962, elle retrouve un grand rôle culturel.

## Géographie

### Situation
La commune de At Ziki est située au sud-est de la wilaya de Tizi-Wezzu.
|                 | Bouzguene       | Chemini, (Wilaya de Béjaïa)     |
| Illoula Oumalou | Beni Ziki       | Ouzellaguen, (Wilaya de Béjaïa) |
|                 | Illoula Oumalou | Chellata, (Wilaya de Béjaïa)    |

### Localités de la commune
La commune de At Zikki est composée de neuf localités :
- Agouni Filkane (Agni Filkan)
- Ath Ayad (At Ɛeyyad)
- Amokreze (Amukrez)
- Berkis (Berqis)
- Bou Khyar (Bu-Xyar)
- Iguer Mehdi (Iger Mehdi), chef-lieu de la commune
- Iguer Amrane (Iger Ɛemran)
- Mansourah (Menṣura)
- Taourirt Bouar (Tawrirt n War)

## Histoire
At Zikki a été fondée dans l'Antiquité au IVe siècle avant Jésus Christ. La ville a joué un grand rôle lors des guerres de Tacfarinas. At Zikki a beaucoup donné pendant la guerre de Libération Nationale.